# Lignana
Lignana (Gnan-a in piemontese) è un comune italiano di 544 abitanti della provincia di Vercelli in Piemonte.

## Geografia fisica
Lignana è situata nella pianura vercellese a 8,4 km a sud-ovest del capoluogo Vercelli.

## Storia
Lignana fu storicamente feudo della famiglia dei Corradi, poi dei du Chene e dei de Rege insieme al confinante feudo della Veneria e infine della famiglia Cigna.

## Monumenti e luoghi d'interesse
- Chiesa dei Santi Germano e Cristoforo
- Castello di Lignana

### Simboli
Lo stemma e il gonfalone del comune di Lignana sono stati concessi con decreto del presidente della Repubblica del 29 luglio 1993.

## Società

### Evoluzione demografica
Abitanti censiti

## Cultura

### Cinema
Nella frazione Veneria di Lignana, all'interno della cascina Veneria, ancora oggi esistente e funzionante, sono state girate le scene principali del film Riso amaro del regista Giuseppe de Santis, nell'anno 1949.

## Infrastrutture e trasporti
Tra il 1878 e il 1949 Lignana fu servita dalla tranvia Vercelli-Trino.
Attualmente è servita da alcune corse della linea extraurbana 60 e dalla linea 94 di Atap nel periodo scolastico.

## Via Francigena
Il territorio del comune è situato lungo il percorso storico della Via Francigena, proveniente da Lamporo e Ronsecco, e dirigentesi successivamente verso l'importante tappa di Vercelli.

## Amministrazione
Il Sindaco è Emilio Chiocchetti, a capo di una lista civica.